# Latvijas kauss 2014-2015
La Coppa di Lettonia 2014-2015 fu la 73ª edizione del torneo a eliminazione diretta, iniziata il 1º giugno 2014 e terminata il 20 maggio 2015.
Lo Jelgava si è confermato campione vincendo il trofeo per la quinta volta nella sua storia, la seconda consecutiva.

## Primo turno
Partecipano al primo turno 16 squadre di 2. Līga, il terzo livello del campionato lettone di calcio.
| Squadra 1        | Risultato | Squadra 2       |
| ---------------- | --------- | --------------- |
| 1º giugno 2014   |           |                 |
| Dinamo Rīga      | 1 – 0     | DVSK Traktors   |
| 2 giugno 2014    |           |                 |
| Rīnūži           | 7 – 2     | Rīga United     |
| 5 giugno 2014    |           |                 |
| Lielupe          | 0 – 9     | Kuldīga         |
| Bandava          | 2 – 1     | Nīca            |
| 7 giugno 2014    |           |                 |
| Grobiņa          | 4 – 2     | Fortuna         |
| Monarhs/Flaminko | 2 – 0     | Alberts FK      |
| Zelis Gulbene    | 0 – 6     | Staiceles Bebri |
| 8 giugno 2014    |           |                 |
| Dobele           | 0 – 2     | Caramba Rīga    |

## Secondo turno
Partecipano al secondo turno le 8 squadre vincenti il primo turno più ulteriori 8 squadre di 2. Līga, il terzo livello del campionato lettone di calcio.
| Squadra 1       | Risultato   | Squadra 2        |
| --------------- | ----------- | ---------------- |
| 12 giugno 2014  |             |                  |
| Ādaži           | 0 – 2       | Dinamo Rīga      |
| 14 giugno 2014  |             |                  |
| Balvu           | 3 – 4       | Grobiņa          |
| 18 giugno 2014  |             |                  |
| Caramba Rīga    | 3 – 2       | Upesciems        |
| 19 giugno 2014  |             |                  |
| Staiceles Bebri | 8 – 0       | Marienburg       |
| 20 giugno 2014  |             |                  |
| Carnikava       | 4 – 5 (dts) | Rīnūži           |
| 21 giugno 2014  |             |                  |
| Bandava         | 3 – 2       | Ludzas NSS       |
| Kuldīga         | 2 – 4       | RTU FC           |
| Laidze          | 1 – 8       | Monarhs/Flaminko |

## Terzo turno
Partecipano al secondo turno le 8 squadre vincenti il secondo turno più le 16 squadre di 1. Līga, il secondo livello del campionato lettone di calcio.
| Squadra 1       | Risultato   | Squadra 2        |
| --------------- | ----------- | ---------------- |
| 5 luglio 2014   |             |                  |
| Ogre            | 4 – 0       | Dinamo Rīga      |
| Staiceles Bebri | 5 – 0       | Pļaviņas/DM      |
| Valmiera        | 2 – 1 (dts) | RTU FC           |
| Olaine          | 0 – 1       | Tukums 2000      |
| Smiltene        | 4 – 0       | Saldus           |
| Salaspils       | 1 – 4       | RFS Riga         |
| 1625 Liepāja    | Canc.       | Auda Ķekava      |
| 6 luglio 2014   |             |                  |
| Jēkabpils/JSC   | 1 – 4       | Gulbene          |
| SFK United      | 1 – 2 (dts) | Rīnūži           |
| Preiļu          | 2 – 1       | Caramba Rīga     |
| Grobiņa         | 5 – 2       | Bandava          |
| Rēzeknes BJSS   | Canc.       | Monarhs/Flaminko |

## Quarto turno
Partecipano al terzo turno le 12 squadre vincenti il secondo turno.
| Squadra 1      | Risultato | Squadra 2       |
| -------------- | --------- | --------------- |
| 12 luglio 2014 |           |                 |
| Valmiera       | 0 – 3     | 1625 Liepāja    |
| RFS Riga       | 5 – 2     | Preiļu          |
| Grobiņa        | 2 – 3     | Ogre            |
| Tukums 2000    | 1 – 0     | Rēzeknes BJSS   |
| Gulbene        | 3 – 0     | Staiceles Bebri |
| 13 luglio 2014 |           |                 |
| Rīnūži         | 0 – 2     | Smiltene        |

## Ottavi di finale
Partecipano agli ottavi di finale le 6 squadre vincitrici del quarto turno e le 10 squadre della Virslīga.
| Squadra 1      | Risultato    | Squadra 2        |
| -------------- | ------------ | ---------------- |
| 19 luglio 2014 |              |                  |
| Smiltene       | 0 – 2        | Daugava Rīga     |
| 1625 Liepāja   | 0 – 6        | Liepāja          |
| Tukums 2000    | 1 – 4        | BFC Daugavpils   |
| Metta/LU       | 0 – 2        | Skonto           |
| 20 luglio 2014 |              |                  |
| Jūrmala        | 1 – 7        | Jelgava          |
| Ogre           | 3 – 0 a tav. | Daugava          |
| 21 luglio 2014 |              |                  |
| RFS Riga       | 0 – 3        | Spartaks Jūrmala |
| 7 ottobre 2014 |              |                  |
| Gulbene        | 0 – 4        | Ventspils        |

## Quarti di finale
| Squadra 1     | Risultato | Squadra 2        |
| ------------- | --------- | ---------------- |
| 4 aprile 2015 |           |                  |
| Liepāja       | 2 – 1     | Skonto           |
| Jelgava       | Canc.     | Daugava Rīga     |
| 5 aprile 2015 |           |                  |
| Ogre          | 0 – 5     | Spartaks Jūrmala |
| Ventspils     | 3 – 0     | BFC Daugavpils   |

## Semifinali
| Squadra 1        | Risultato       | Squadra 2 |
| ---------------- | --------------- | --------- |
| 25 aprile 2015   |                 |           |
| Jelgava          | 2 – 0           | Liepāja   |
| 26 aprile 2015   |                 |           |
| Spartaks Jūrmala | 1 – 1 (1-3 dcr) | Ventspils |

## Finale
| Arbitro: | Andris Treimanis |

|  |           |                         |
|  | Marcatori | 10’ Eriba 31’ Freimanis |